# Inquéritos criminais envolvendo Benjamin Netanyahu
Os inquéritos criminais envolvendo Benjamin Netanyahu foram uma série de investigações criminais ocorridas durante o quarto governo de Benjamin Netanyahu, quando vários escândalos de corrupção envolvendo diretamente Netanyahu e seu círculo político íntimo foram investigados. A Polícia de Israel, que começou a investigar o primeiro-ministro israelense a partir de dezembro de 2016, recomendou indiciamentos contra Netanyahu e, em 21 de novembro de 2019, ele foi oficialmente denunciado por quebra de confiança, aceitar subornos e fraudes. Foi a primeira vez na história de Israel que um premiê foi denunciado criminalmente durante o exercício do cargo. Como resultado da denúncia criminal, Netanyahu foi legalmente obrigado a renunciar a suas pastas ministeriais, exceto a de primeiro-ministro. O julgamento de Netanyahu começará em 25 de maio de 2020.

## Inquéritos
- Caso 1000: inquérito aberto oficialmente em dezembro de 2016, envolve presentes e brindes valiosos recebidos por Netanyahu e por sua esposa ao longo dos anos a partir de vários amigos abastados. Netanyahu foi acusado de conflito de interesses quando, na qualidade de Ministro das Comunicações, lidou com assuntos relacionados aos interesses comerciais de Arnon Milchan. Ao longo de vinte anos, Netanyahu recebeu de Milchan e de seu amigo James Packer, caixas de charutos e garrafas de champanhe caros, no valor de $ 195.000, e jóias para Sara Netanyahu, no valor de $ 3.100.[2][3] As acusações citam três incidentes separados em que Netanyahu auxiliou Milchan. No primeiro, Netanyahu contatou autoridades estadunidenses a respeito do visto de Milchin para os Estados Unidos. No segundo, em 2013, Netanyahu discutiu com o ministro das Finanças a possibilidade de estender o período de uma isenção fiscal ao investimento que ajudaria Milchan. No terceiro, Netanyhu instruiu um funcionário do Ministério das Comunicações a fornecer informações a Milchin a respeito de uma fusão das empresas de telecomunicações.[4][5][6]

- Caso 1270: um desdobramento do caso 4000, envolvendo uma suposta oferta de suborno a uma candidata a procuradora-geral de Israel em troca de desistir de um inquérito contra a esposa de Netanyahu. Esse caso relacionou-se a uma suspeita de que o ex-assessor de mídia de Netanyahu teria oferecido à presidente do Tribunal Distrital, Hila Gerstel, uma nomeação para a procuradoria-geral de Israel - que encontrava-se vacante - em troca de encerrar um processo contra a esposa de Netanyahu, uma oferta que Gerstel recusou. [7] Foi comparado ao "caso Bar-On Hebron" em 1997, durante o primeiro mandato de Netanyahu, envolvendo a nomeação de Roni Bar-On para a procuradoria-geral.[8]

- Caso 2000: lida com conversas gravadas que Netanyahu teve com Arnon Mozes, presidente e editor do Yedioth Ahronoth, um dos maiores jornais em circulação em Israel. Durante essas conversas, Netanyahu e Mozes discutiram uma ação que poderia prejudicar o principal concorrente do Yedioth, o jornal Israel Hayom. Este último pertence (direta ou indiretamente) a Sheldon Adelson, um amigo pessoal e benfeitor de Netanyahu. Israel Hayom é frequentemente criticado pela esquerda política por retratar Netanyahu de forma excessivamente positiva. Enquanto isso, Yedioth é frequentemente criticado pela direita de ser injustamente negativo em relação a Netanyahu. Netanyahu e o editor do Yedioth, Arnon "Noni" Mozes, mantiveram conversas onde foram debatidas a possibilidade de diminuir a circulação do Israel Hayom em troca da contratação de jornalistas que direcionariam o Yedioth a ser mais favorável a Netanyahu. Netanyahu foi acusado de fraude e quebra de confiança no caso; Mozes foi acusado de tentativa de suborno.[3]

- Caso 3000: não envolveu diretamente Netanyahu, mas pessoas que possuíam laços profissionais e pessoais com o primeiro-ministro, em conexão com um acordo firmado entre Israel e Alemanha para a compra de três submarinos Classe Dolphin e quatro navios de guerra Classe Sa'ar 6. Os três submarinos e as quatro corvetas foram compradas da empresa alemã ThyssenKrupp por Israel. A suspeita neste caso refere-se a manipulação do acordo a favor da ThyssenKrup para o ganho pessoal de várias pessoas envolvidas. O primo de Netanyahu e o advogado pessoal David Shimron, que representou a empresa alemã em Israel, são os principais arguidos. [3]

- Caso 4000: refere-se ao relacionamento do conglomerado de telecomunicações Bezeq com o seu regulador, o Ministério da Comunicações, na época chefiado por Netanyahu. O inquérito investigou, entre outras questões, se falsidades foram feitas com relação à documentação, que levaram a transações comerciais favoráveis para o proprietário do Bezeq, Shaul Elovitch, em troca de relatórios favoráveis de Netanyahu para a Walla!.[9]

A Polícia de Israel recomendou em 2 de dezembro de 2018 que acusações de suborno fossem feitas contra Netanyahu e sua esposa.  Em 21 de novembro de 2019, o procurador-geral israelense Avichai Mandelblit apresentou oficialmente as denúncias criminais contra Netanyahu por fraude e quebra de confiança nos casos 1000 e 2000, e por fraude, quebra de confiança e recebimento de suborno no caso 4000.

## Protestos
Vários eventos acompanharam as investigações, pois tiveram implicações generalizadas. Em setembro de 2017, os manifestantes realizaram comícios de domingo em Petah Tikva por 41 semanas consecutivas para protestar contra o que reivindicaram como interferência nas investigações do procurador-geral Avichai Mandelblit. 
Após várias semanas, os apoiadores de Netanyahu organizaram contra-protestos. A manifestação foi realizada em Tel Aviv e teve uma ampla participação da maioria dos membros do Knesset do partido Likud. Durante a manifestação, Netanyahu fez um discurso controverso, acusando a mídia de fazer parte de uma coalizão esquerdista e de conspirar não somente contra ele, mas contra toda a direita. Os opositores de Netanyahu argumentaram que tal acusação não tinha fundamento, uma vez que o primeiro-ministro estava sendo investigado pessoalmente, ao contrário de todo o partido Likud, e porque Roni Alsheikh (chefe da polícia israelense) e o procurador-geral Avichai Mandelblit foram nomeados pelo próprio Netanyahu. 

## Indiciamento
Em 19 de dezembro de 2018, o promotor de justiça israelense Shai Nitzan recomendou ao procurador-geral de Israel Avichai Mandelblit que Netanyahu fosse indiciado. Em 20 de dezembro de 2018, o procurador-geral afirmou que "trabalharia rapidamente" no caso, mas "não às custas da qualidade das suas decisões e do profissionalismo". 
Em 28 de fevereiro de 2019, a Suprema Corte de Israel rejeitou uma moção do Partido Likud para suspender a publicação dos pareceres do procurador-geral. No mesmo dia, Mandelblit anunciou que havia aceitado os pareceres da polícia para indiciar Netanyahu por três das acusações e que a denúncia criminal entraria oficialmente em vigor após uma audiência.  
A audiência ocorreu em outubro de 2019 e, em 21 de novembro, Netanyahu foi indiciado nos casos 1000, 2000 e 4000 por acusações que incluem quebra de confiança, aceitação de suborno e fraude. 
Como resultado da denúncia, Netanyahu foi legalmente obrigado a renunciar a suas pastas ministeriais, exceto a de primeiro-ministro. 

### Pedido de imunidade
Netanyahu apresentou um pedido de imunidade ao presidente do parlamento, Yuli Edelstein, em 1 de janeiro de 2020.  Muitos membros do Knesset, incluindo Avigdor Lieberman do Yisrael Beiteinu, Benny Gantz do Azul e Branco e Stav Shaffir do Partido Verde foram críticos da ação. Lieberman solicitou ao Knesset que recuperasse as comissões que foram dissolvidas (e também indicou que seu partido votaria contra uma proposta de imunidade); sem uma comissão do Knesset, não haveria nenhuma ação sobre a imunidade de Netanyahu até depois das eleições de março.  Segundo o colunista do The Times of Israel, Raoul Wootliff, a eleição havia se tornado uma corrida para conseguir assentos suficientes para que Netanyahu pudesse solicitar a imunidade exitosamente de mais da metade dos membros do Knesset. 
O consultor jurídico do Knesset Eyal Yinon decidiu em 12 de janeiro de 2020, que não havia nenhum impedimento para a formação de uma comissão no Knesset que poderia impedir Netanyahu de receber imunidade. Caso sua proposta de imunidade não fosse aceita, seu julgamento poderia começar. No dia seguinte, houve uma votação estabelecendo uma Comissão da Câmara que debateria a imunidade para Netanyahu; foram homologados dezesseis votos a favor e cinco contra. A comissão incluía trinta membros, a maioria de partidos opostos a Netanyahu. 
Como resultado, Netanyahu retirou sua proposta de imunidade em 28 de janeiro de 2020. 

## Julgamento
Em 18 de fevereiro de 2020, o Ministério da Justiça anunciou que o julgamento de Netanyahu começaria no Tribunal Distrital de Jerusalém em 17 de março de 2020. 
Em 9 de março de 2020, Netanyahu apresentou uma moção para adiar o julgamento por 45 dias.   Em 10 de março, o Tribunal rejeitou esta ação e afirmou a data original do julgamento.  No entanto, em 15 de março de 2020, o início do julgamento foi adiado até 25 de maio, como resultado de restrições relacionadas ao coronavírus.